# Eberard de Saint-Quentin
Pour les articles homonymes, voir Saint-Quentin (homonymie).
Eberard de Saint-Quentin ou de La Tour, mort le 6 octobre 1180, est un ecclésiastique, archevêque de Besançon de 1171 à 1180.

## Biographie
Issu d'une famille installée à Besançon, Eberard de Saint-Quentin ou de La Tour est trésorier de la cathédrale Saint-Jean de Besançon et doyen du chapitre de Sainte-Madeleine de Besançon. Il est  un commensal de son prédécesseur, l'archevêque schismatique Herbert, soutien de l'antipape Victor IV.
Il devient archevêque de Besançon en 1171 et reste simplement élu (pas encore sacré) jusqu'en 1173, ce qui lui permet de se rallier plus aisément au pape Alexandre III, avant 1174.
En juillet 1177, il est un des négociateurs envoyés par l'empereur Frédéric Barberousse aux pourparlers qui aboutissent à la paix de Venise, qui réconcilie le pape Alexandre III et l'empereur. La même année, Eberard doit faire face à une émeute à Besançon. L'année suivante, il reçoit l'empereur à Besançon et à Dole. Il conclut un accord avec les Bisontins sur ses droits de mainmorte, qui est ratifié par une sentence prononcée par l'empereur le 9 mai 1179 à Colmar.
Il ne participe pas au troisième concile du Latran de mars 1179 qui met fin au schisme et où l'ordination de son prédécesseur Herbert est déclarée nulle.
Eberard meurt le 6 octobre 1180. Thierry II de Montfaucon lui succède.